# Blohm & Voss BV 143
Blohm & Voss BV 143 là một mẫu thử bom lượn có gắn động cơ phản lực hỗ trợ đầu tiên, do Đức Quốc xã phát triển trong Chiến tranh thế giới II.